# Târnava
Târnava (węg. Küküllő, niem. Kokel) – rzeka w zachodniej Rumunii, w Siedmiogrodzie, na Wyżynie Transylwańskiej, lewy dopływ Maruszy w zlewisku Morza Czarnego. 

## Nazwa
Târnava jest nazwą pochodzącą od słowiańskiego określenia ciernista rzeka.
Węgierska nazwa Küküllő pochodzi od starotureckiego słowa kukel, oznaczającego tarninę, które przypuszczalnie za pośrednictwem Awarów trafiło do języka węgierskiego.

## Geografia
Târnava jest krótką rzeką w środkowej części Wyżyny Transylwańskiej, płynącą w kierunku zachodnim, o
długości 28 km. Jednak wraz z Târnavą Mare ma długość 249 km. Powstaje w pobliżu Blaju, w wyniku połączenia Târnavy Mare z Târnavą Mică, a następnie pod Mihalț uchodzi do Maruszy. Płynie przez obszar okręgu Alba i oprócz Blaju nie przepływa przez większe miejscowości. Największym dopływem jest Secaș. 

## Miejscowości nad rzeką
- Blaj
- Tiur
- Crăciunelu de Jos
- Cistei
- Mihalț